# 大高元恭
大高 元恭（おおだか もとやす、宝暦8年10月16日（1758年11月16日） - 文政末年）は蘭学の草創期に活躍した日本の医師、蘭学者。本草学者。箸尾元恭とも名乗ったが、高階氏であったため大高と称した。元喬と記載されることもある。初名は和三郎、次に宗温と名乗り、その後清福庵宗粛と号する。字は知道。

## 略歴
大坂で延寿院流の医業を営んだ父大高養哲（箸尾師明・箸尾高春の六世孫）と母・周（柴田氏）のもとに生まれた。本草物産家として知られ、寛政から文化・文政頃には大阪の医師番付で高く評価されていた 。寛政版の『浪華郷友録』その他にも醫家、物産家として名前が挙げられている。本草学者としての学識に加えて、蘭学にも造詣が深く、橋本宗吉の代表作『西洋医事集成宝凾』の校閲を行った。学医として当時の浪花で五本の指に入る存在として知られた。嘉永5年（1852年）成立、安政元年（1854年）刊の『西洋学家訳述目録』にその名が見え、西洋の医学書の和訳、『醫方集要』全十巻を著したことでも知られる。
江戸後期の大博物学者で画人である木村蒹葭堂と極めて親密な交流を結んでおり、木村節庵、北村桃庵、藤井鴻平らとならんで、もっとも蒹葭堂と仲が良かった医家の一人であった。『蒹葭堂日記』からは、安永年間から享和年間まで一貫して、月に数度訪れて語らい合わないことがないほど、蒹葭堂の元へと日参していた元恭の姿が窺われる。本草学者としては、蒹葭堂に一番深く関わった人物であった。
妹に大高土沙がおり、懐徳堂学主中井履軒の息子で、水哉館館主であった中井柚園に嫁したが（『近世学芸論考-羽倉敬尚論文集-』鈴木淳編、明治書院）、二十五歳の若さで没している。元恭は能登の豪商文人一族岩城氏の、次男善之助を娘婿としており、その子箸尾元市は鴻池家の別家となっている（安岡重明『前期的資本の変質過程：鴻池研究の一節』、宮本又次編『大阪の研究』清文堂. 1970年 第四巻p480）。
曾孫に日本人として初の本格的な和英辞典 を作り、清楽研究やピクトリアリスム の研究でも知られ、『冩眞術百科大辞典』を著わした箸尾寅之助 がいる。

## 評価
『西洋医事集成宝凾』に校閲者として関わっていることから、蘭学者としての印象が強いが、もともと伝統的な本道医学にも通暁しており、当時毎年発表されていた名医の番付では、橋本宗吉よりもはるかに上位に位置づけられている。諸侯から仕官の誘いもしばしばあったが、加賀藩での嘱託医官の仕事をのぞけば、町医としての処世を貫いた。本草家として医師の番付に登場することも多く、博物学的本草学と蘭学を当時の経済的に豊かな大阪の文化背景のなかで探究したディレッタント(英,伊:dilettante、好事家。狭い専門の枠に捕らわれず、愛好家として幅広い興味を持つ者)であり、一代の碩学である。

## 著書
『古今医書目録』四巻、文化元年

## 訳書
『醫方集要』十巻
『泰西雷説　地震説』